# Copa Roca de 1963
A Copa Roca de 1963, o Superclássico das Américas, foi um torneio de futebol amistoso disputado entre a Seleção Brasileira e a Seleção Argentina, no dia 27 de setembro de 1963.[carece de fontes?]

## Regulamento
O regulamento previsa que as duas seleções se enfrentariam em solo brasileiro em dois jogos. Ao final dos dois confrontos, quem somasse o maior número de pontos seria o campeão. Caso ao final da segunda partida as equipes estivessem empatadas, independente de saldo de gols, seria realizada uma prorrogação onde o empate beneficiaria o detentor da taça.

## Detalhes
Foi decidida em dois jogos no Brasil. Ao contrário da edição de 1960, esta contaria com vários jogadores brasileiros que foram bi-campeões mundiais no Chile. Em 13 de abril, no Morumbi, com mais de 40 mil pessoas, a Argentina venceu por 3 a 2. Juan Lallana fez o primeiro depois de aproveitar desvio de cabeça de Claudio Lorenzo em cruzamento de Juarez. 1 a 0. Juarez bateu corner e Lallana fez o segundo gol argentino. Pepe em jogada individual descontou. Enrique Fernandez dá a Juarez; 3 a 1. O goleiro Andrade deixou a bola escapar e Pepe aproveitou. 3 a 2.
No dia 16 de abril, o Brasil  precisava vencer para ficar com o título. Com um Maracanã tomado por 130 mil pessoas, o Brasil venceu por 4 a 1 no tempo normal. Pelé sofreu penalti de Navarro. O próprio Pelé bateu e abriu o marcador. 1 a 0. Pelé passou por dois e cruzou para Amarildo. 2 a 0. Juarez cobrou falta e Fernandez cabeceou. 2 a 1. Pelé sofreu um novo penalti e fez o terceiro. Pelé, em jogada individual, passou por três e chutou de canhota, da entrada da área. 4 a 1.
O jogo foi então para a prorrogação. Pelo regulamento, dado a vantagem no saldo de gols, a Argentina precisava vencer. A Argentina saiu na frente com Savoy em bola que sobrou pingada da escanteio. Amarildo marcou novamente em passe de Pelé e deu o título ao Brasil que novamente o ficou com a Copa Roca, consolidando seu domínio desde meados da década de 40.